# フージ
フージ (Fuži) は、イストラ地方の伝統的なパスタである。フージを作るためにはまず麺棒で生地を薄くのばして3、4センチメートルの短冊形に切る。さらに、その麺を斜めに切って、ひし形にする。麺の二つの端を合わせて円筒の形を作る。
フージには、普通肉入りのソースまたはトリュフのソースをかける。